# Pterygota amazonica
Pterygota amazonica är en malvaväxtart som beskrevs av Louis Otho Otto Williams. Pterygota amazonica ingår i släktet Pterygota och familjen malvaväxter. Inga underarter finns listade i Catalogue of Life.